# Vindhya Pradesh
Il Vindhya Pradesh (hindi: विन्द्य प्रदेश, urdu: وِندے پردیش) è stato uno stato federato dell'India.
Lo Stato del Vindhya Pradesh nacque nel 1948, subito dopo l'indipendenza dell'India, ma l'autonomia fu di breve durata perché nel 1956 fu incorporato nel Madhya Pradesh, causando la protesta della popolazione locale e l'arresto di migliaia di manifestanti.
La richiesta di autonomia riprese vigore quando nella seconda metà degli anni novanta si completò l'iter per la costituzione dello Stato del Chhattisgarh. Nel marzo 2000 Srinivas Tiwari, presidente dell'Assemblea Legislativa del Madhya Pradesh riunì venticinque membri dell'Assemblea per chiedere la ricostituzione dello Stato separando dal Madhya Pradesh i distretti di Datia, Rewa, Satna, Shahdol, Sidhi e Tikamgarh. La richiesta fu approvata dalla stessa Assemblea e inoltrata a Nuova Delhi per l'approvazione da parte del governo federale.